# Gorilla

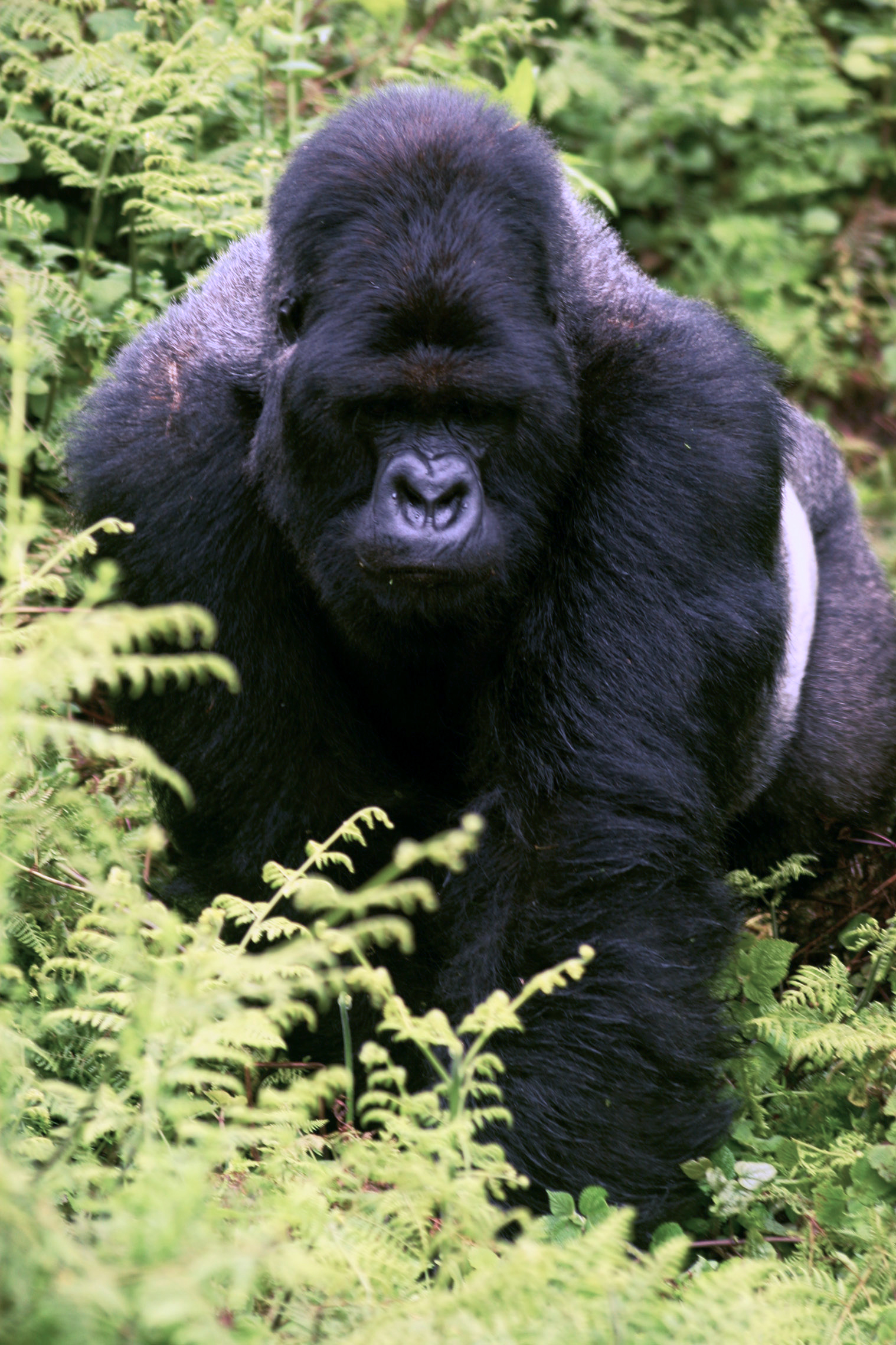
Gorilla di montagna.

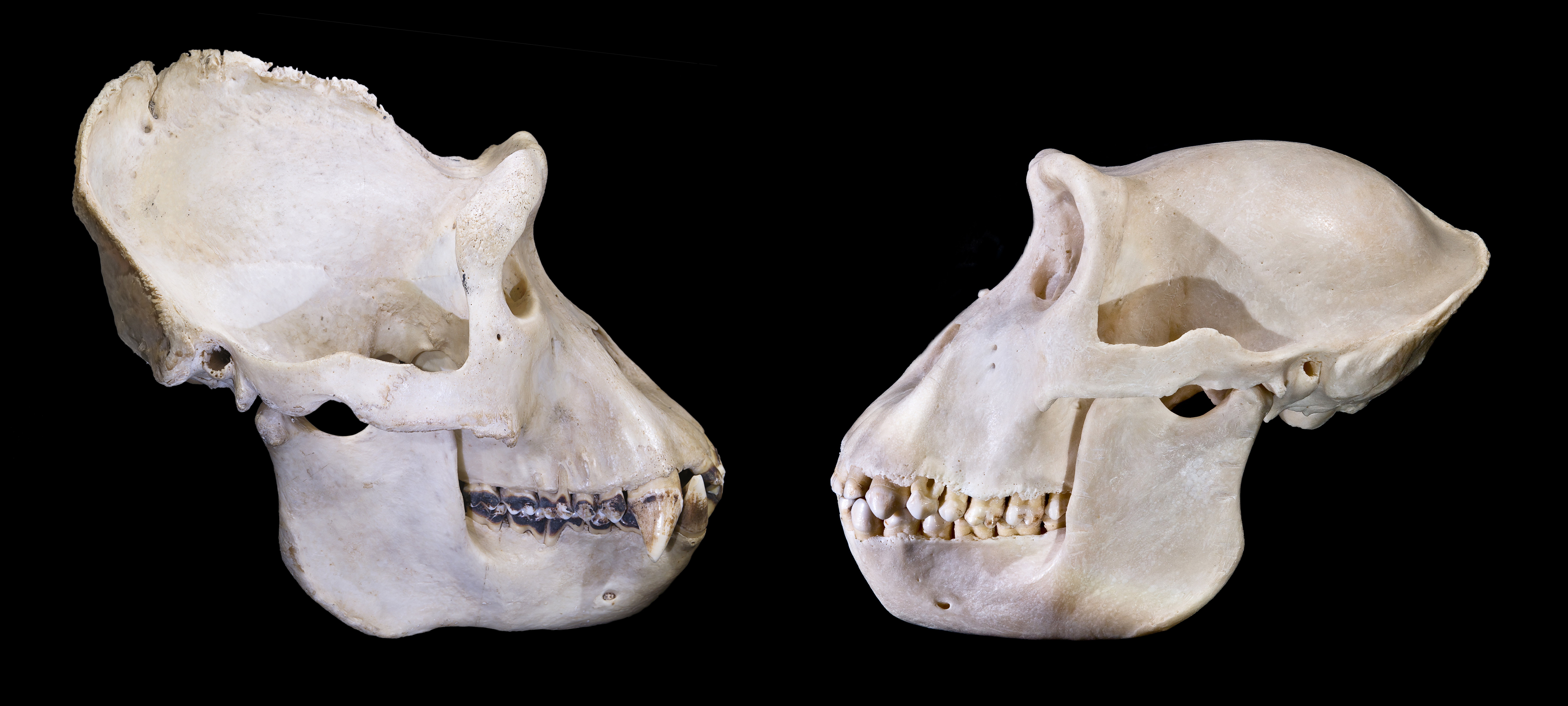
Il dimorfismo sessuale del cranio.

I Gorilla (Gorilla Geoffroy, 1852) sono un genere di primati della famiglia degli ominidi, appartenente al gruppo delle cosiddette scimmie antropomorfe. 

## Tassonomia
In passato i gorilla venivano raggruppati in un'unica specie e si distinguevano tre sottospecie. A causa di differenze sia morfologiche che comportamentali, oggi vengono riconosciute due specie, con due sottospecie ciascuna:
- Gorilla gorilla (Savage, 1847) - gorilla occidentale;
  - Gorilla gorilla gorilla (Savage, 1847) - gorilla di pianura occidentale;
  - Gorilla gorilla diehli (Matschie, 1904) - gorilla del Cross River, popolazione che vive nella zona di confine tra Nigeria e Camerun
- Gorilla beringei (Matschie, 1903) - gorilla orientale;
  - Gorilla beringei graueri (Matschie, 1914) - gorilla di pianura orientale;
  - Gorilla beringei beringei (Matschie, 1903) - gorilla di montagna.

La popolazione che vive nella foresta di Bwindi («gorilla di Bwindi»), tradizionalmente assegnata al gorilla di montagna, potrebbe rappresentare una sottospecie separata del gorilla orientale, non ancora descritta scientificamente.

## Morfologia

### Dimensioni
I gorilla hanno una corporatura robusta e tozza. Ritti in piedi raggiungono un'altezza compresa tra 1,25 e 1,75 metri, ma di solito tengono le ginocchia leggermente piegate. Come tutte le scimmie antropomorfe, sono privi di coda. Per quanto riguarda il peso, mostrano un evidente dimorfismo sessuale: mentre le femmine pesano tra i 70 e i 90 chilogrammi, i maschi possono arrivare fino a 200 chilogrammi. Nonostante i dati contrastanti (alcune fonti indicano un peso che può raggiungere i 275 chilogrammi), gli esemplari di peso superiore a 200 chilogrammi sono considerati una rarità in natura. D'altra parte, esemplari ben nutriti che vivono in cattività possono diventare notevolmente più pesanti e raggiungere anche i 350 chilogrammi. I gorilla orientali sono in genere leggermente più grandi e pesanti di quelli occidentali, hanno un torace più ampio e sembrano più tozzi.

### Arti
Come in tutte le scimmie antropomorfe ad eccezione degli esseri umani, le braccia sono notevolmente più lunghe delle gambe; l'apertura delle braccia tese è compresa tra 2 e 2,75 metri. I gorilla hanno mani molto larghe dotate di grandi pollici. Anche i piedi sono larghi e l'alluce può essere opponibile, come nella maggior parte dei primati. Tuttavia, nel gorilla di montagna, la sottospecie che trascorre la maggior parte del tempo sul terreno, l'alluce è più piccolo ed è collegato alle restanti dita dei piedi da tessuto connettivo. Come l'essere umano e altri primati, ogni gorilla ha un'impronta digitale distintiva. Gli studiosi identificano i vari esemplari principalmente sulla base di foto o disegni della loro altrettanto unica «impronta nasale», costituita dalla forma del naso e dalla disposizione delle pieghe su di esso.

### Pelliccia
La pelliccia dei gorilla è di colore scuro. Mentre i gorilla orientali sono di colore nero, quelli occidentali sono più grigio-brunastri: in questa specie la sommità del capo può essere di un vistoso colore marrone. La faccia, le orecchie, i palmi, le piante dei piedi e nei maschi più anziani il petto sono glabri. D'altra parte, i maschi più anziani sviluppano una pelliccia grigio-argentea sul dorso, motivo per cui sono anche conosciuti come silverback. Mentre nei gorilla orientali questa colorazione grigia è limitata al dorso, nei gorilla occidentali può anche estendersi fino ai fianchi e alle cosce. I gorilla di montagna hanno una pelliccia più lunga e sericea rispetto alle altre popolazioni, specialmente sulle braccia.

### Testa e denti
La testa del gorilla è caratterizzata da un muso corto rispetto ad altri primati; le narici sono grandi, ma gli occhi e le orecchie sono piccoli. Molto sviluppati sono i rigonfiamenti sopra gli occhi; il cranio dei maschi presenta anche una cresta sagittale e una cresta nucale, (una cresta ossea sul collo) che fungono da punti di attacco dei muscoli.
Come tutte le scimmie del Vecchio Mondo, i gorilla hanno 32 denti, con formula dentaria I2-C1-P2-M3. Gli incisivi, come in molti mammiferi che si nutrono di foglie, sono relativamente piccoli, mentre i canini sono grandi e simili a zanne, notevolmente più grandi nei maschi. I molari hanno cuspidi più alte e margini di taglio più affilati rispetto a quelli delle altre scimmie antropomorfe, ulteriore caratteristica di una dieta folivora.
Gli occhi sono di colore marrone uniforme; l'iride presenta un anello nero sul bordo.

## Distribuzione e habitat

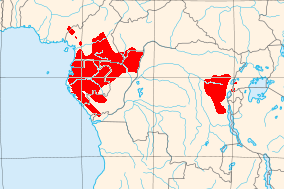
Areale dei gorilla.

Il gorilla vive nell'Africa centrale e, come lo scimpanzé comune, si incontra solo a nord del fiume Congo (al contrario del bonobo, che vive solo a sud di esso). Tuttavia, gli areali delle due specie di gorilla distano tra loro circa 1000 chilometri. I gorilla occidentali vivono vicino al golfo di Guinea: il gorilla del Cross River abita solo una piccola area nella regione di confine tra Nigeria e Camerun. I gorilla di pianura occidentali sono diffusi dal Camerun meridionale e dall'ovest della Repubblica Centrafricana, attraverso la Guinea Equatoriale, il Gabon e la Repubblica del Congo, fino all'exclave angolana di Cabinda. Si ritiene che la popolazione stanziata nell'estremità occidentale della Repubblica Democratica del Congo sia estinta.
I gorilla orientali abitano le regioni orientali della Repubblica Democratica del Congo (gorilla di pianura orientale), la regione dei vulcani Virunga e la foresta di Bwindi nella zona di confine tra Uganda, Ruanda e Repubblica Democratica del Congo (gorilla di montagna).
I gorilla sono tipici abitanti delle foreste. I gorilla di pianura occidentali preferiscono le foreste pluviali e le zone umide di pianura, mentre i gorilla di pianura orientali e quelli del Cross River tendono a vivere in regioni collinari. I gorilla di montagna sono abitanti caratteristici della regione montuosa e si incontrano fino a 4.000 metri di altitudine. Le varie popolazioni - anche all'interno della stessa sottospecie - abitano tipi diversi di foresta, ma in linea di massima i gorilla orientali si trovano più spesso nelle foreste secondarie.

## Comportamento

### Locomozione e attività

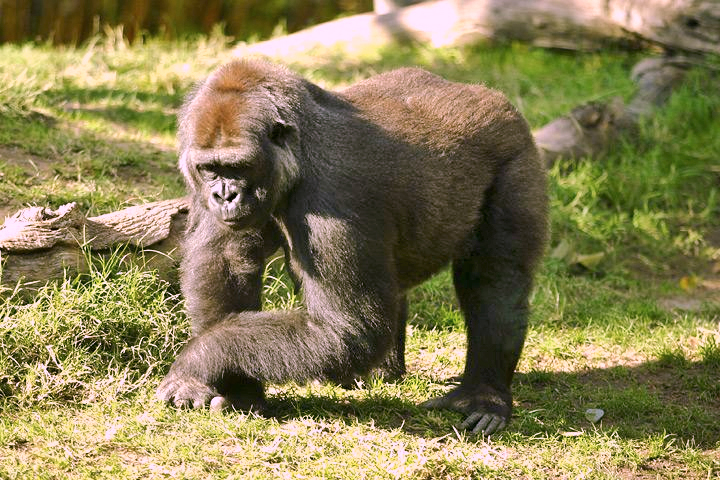
Gorilla che cammina sulle nocche.

I gorilla possono andare in cerca di cibo sia a terra che sugli alberi. A terra, come gli scimpanzé, si muovono a quattro zampe camminando sulle nocche, cioè gravando il peso del corpo sulla seconda e terza falange. Camminano raramente in stazione eretta e solo per brevi tratti. I gorilla sono anche arrampicatori relativamente abili e salgono sugli alberi fino a 40 metri di altezza. A differenza degli scimpanzé e degli oranghi, tuttavia, solo raramente si affidano alla brachiazione per spostarsi tra i rami. I gorilla di montagna, d'altra parte, sono le scimmie antropomorfe più terricole e solo raramente si arrampicano sugli alberi.
Sebbene i gorilla non sappiano nuotare, sono stati visti anche fare il bagno in mare sulla spiaggia nella riserva naturale del Gabon. In Congo, i cosiddetti «gorilla dei bai» guadano abitualmente le paludi delle radure che visitano alla ricerca di cibo e non temono particolarmente l'acqua. Tuttavia, i gorilla non attraversano mai i corsi d'acqua, specialmente i fiumi, poiché non possono stare in piedi.
Come tutte le scimmie antropomorfe, i gorilla sono diurni e quasi tutta la loro attività è limitata al periodo compreso tra le 6:00 e le 18:00. Dopo aver mangiato al mattino, fanno una pausa tra le 10:00 e le 14:00 per poi andare di nuovo in cerca di cibo e preparare un posto dove dormire. I giacigli sono costituiti da nidi fatti di rami e foglie, che possono essere situati sia a terra che tra i rami. La costruzione del giaciglio non richiede più di cinque minuti e di solito questo viene utilizzato solo per una notte.

### Struttura sociale

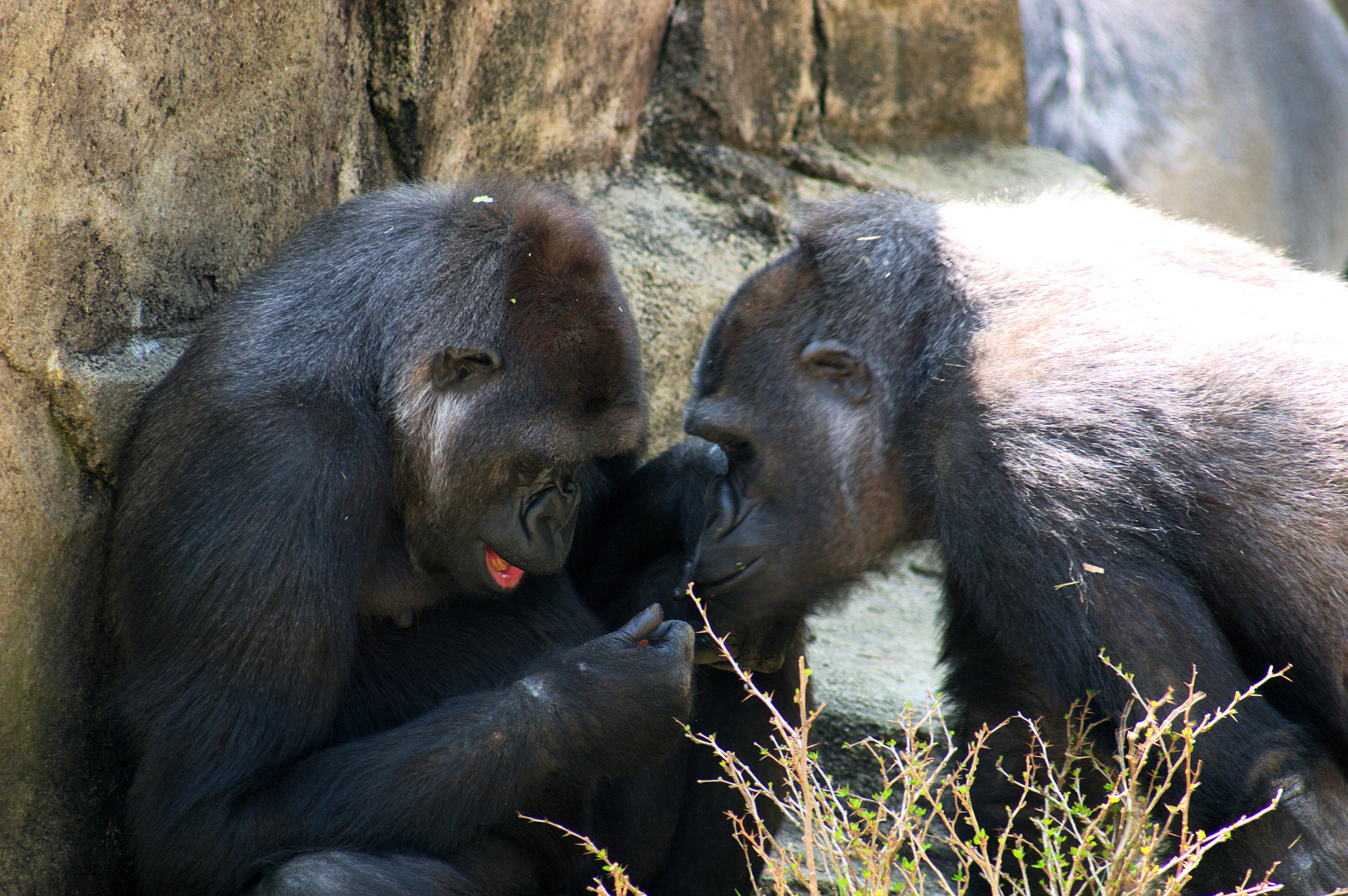
Gorilla allo zoo di Cincinnati.

I gorilla vivono in gruppi che possono comprendere da due a 40 individui. Le dimensioni dei gruppi di gorilla occidentali, formati in media da quattro-otto animali, sono nettamente inferiori a quelli dei gorilla di montagna, che vanno da dieci a 20 individui. Di solito in ogni gruppo c'è un solo maschio adulto silverback, raramente due o tre. Anche in questo caso, comunque, solo un maschio assume il ruolo dominante ed è l'unico a riprodursi. Diverse femmine con la prole, e di solito uno o più maschi subadulti (blackback), completano il gruppo.
In alcuni casi il gruppo può suddividersi ripetutamente in sottogruppi più piccoli - ad esempio per andare in cerca di cibo - e poi si riunisce di nuovo. I risultati delle osservazioni comportamentali non sono unanimi, ma in linea di massima sembra che i gruppi siano stabili e che al loro interno vi sia maggiore coesione che non, ad esempio, nei gruppi di scimpanzé.
A differenza di molti altri primati, tra i gorilla non solo i maschi, ma anche le femmine, una volta cresciute, lasciano il gruppo dove sono nate. Di conseguenza, le femmine di un gruppo di solito non sono imparentate tra loro e interagiscono solo in misura molto limitata. I gruppi di gorilla non presentano un'organizzazione sociale che si crea attorno a un «nucleo centrale» di femmine strettamente imparentate, come si può osservare in molti altri primati. I maschi che hanno lasciato il gruppo natale di solito vagano da soli per alcuni anni e poi cercano di fondare un gruppo proprio radunando alcune femmine o assumendo il ruolo di leader in un gruppo già consolidato. Nel caso vi riescano, si possono verificare spesso casi di infanticidio, con il maschio subentrante che uccide i piccoli generati dal suo «predecessore». Tale comportamento si spiega con il fatto che le femmine che allattano non rimangono incinte, ma sono rapidamente pronte a concepire di nuovo dopo la morte del piccolo.
A differenza dei maschi, le femmine non rimangono sole a lungo dopo aver lasciato il loro gruppo di origine, ma cercano piuttosto di unirsi rapidamente a un gruppo esistente o a un giovane maschio. Tuttavia, può capitare che le femmine di un gruppo consolidato si coalizzino per scacciare una femmina appena arrivata.

### Territorio

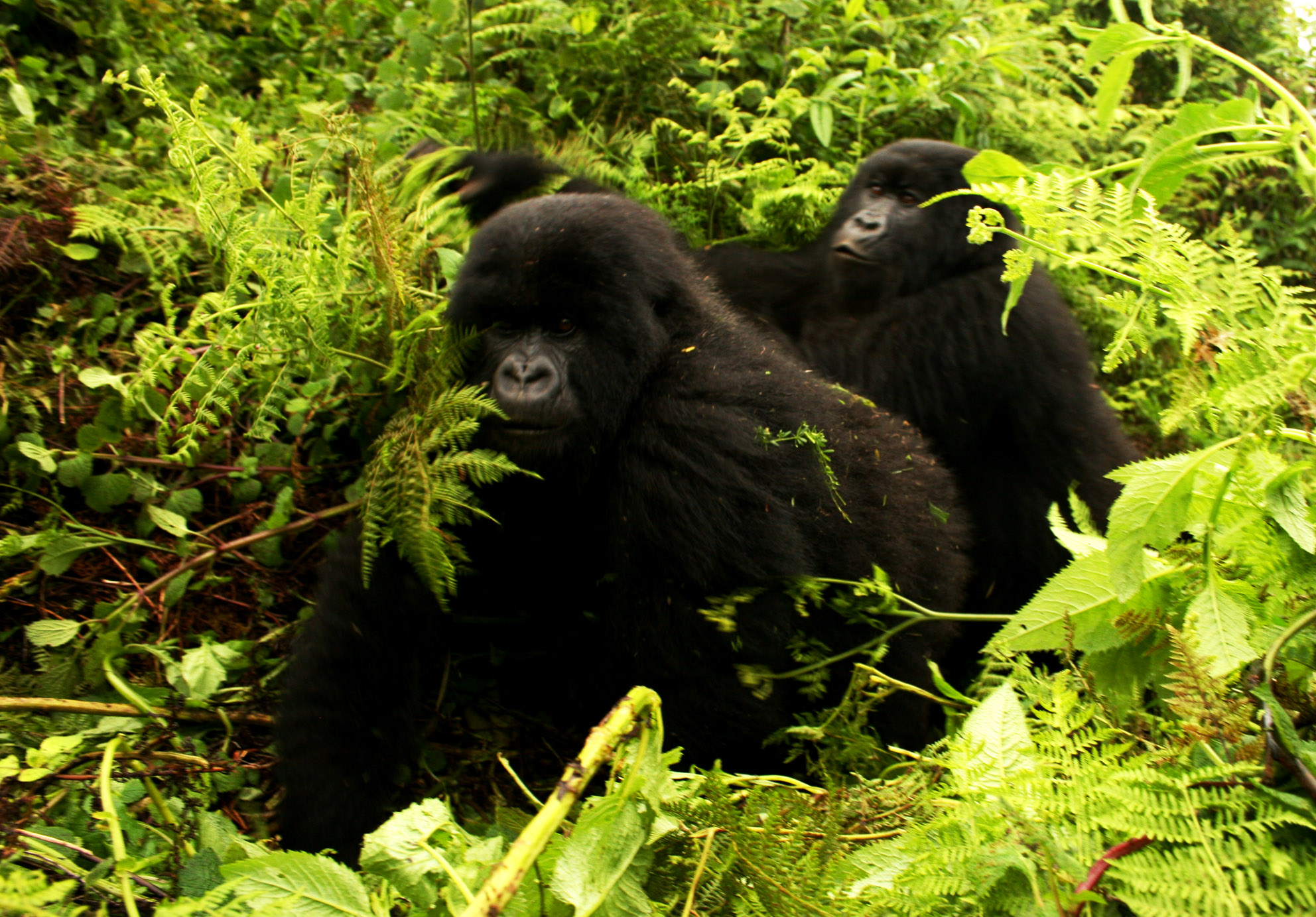
Un gruppo di gorilla di montagna.

Le dimensioni dei territori, o meglio degli home range, è variabile, ma generalmente quelli dei gorilla di pianura (500-3200 ettari) sono più grandi di quelli dei gorilla di montagna (400-800 ettari). I gorilla non sono animali molto territoriali e spesso le aree di foraggiamento si sovrappongono. Tuttavia, all'interno di un territorio possono esservi delle aree principali non accessibili ai membri di altri gruppi.
Spesso più gruppi vanno in cerca di cibo nello stesso luogo, ma non nello stesso momento. Di solito i gruppi evitano il contatto diretto tra loro e si evitano a vicenda; altre osservazioni hanno mostrato che quando due gruppi si incontrano possono anche fondersi temporaneamente o diventare ostili. In quest'ultimo caso le ostilità vengono dimostrate da ruggiti, posture o dimostrazioni di forza, ma i gorilla di solito evitano gli scontri fisici.

### Comunicazione
I gorilla comunicano tra loro attraverso suoni, espressioni facciali, posture e dimostrazioni di forza.
Conosciamo un certo numero di suoni che vengono utilizzati per localizzare i membri del gruppo e i gruppi estranei e per esprimere aggressività. Tra questi ricordiamo dei rumori simili a rutti, che vengono utilizzati per stabilire un contatto con altri membri del gruppo, forti «U!» («fischi») udibili anche a più di un chilometro, che manifestano il dominio del maschio o consentono il contatto tra i singoli gruppi, nonché grugniti e ringhi che esprimono aggressività. Questo stato d'animo può anche essere segnalato aprendo la bocca e mettendo in mostra i denti. D'altra parte, un grugnito soffocato e prolungato (non dissimile dal suono emesso da un uomo che si schiarisce la gola) indica una condizione di rilassamento e benessere, che ranger e turisti amano imitare per segnalare le loro intenzioni pacifiche.
Il comportamento comunicativo più noto dei gorilla è il battersi il petto. Era considerato un comportamento prettamente maschile, che serve per mettersi in mostra e intimidire gli altri maschi, ma è stato scoperto che viene praticato da animali di entrambi i sessi e di tutte le età e presumibilmente serve a varie funzioni, come indicare una determinata posizione o come rituale di saluto.
Tra gli atteggiamenti che servono a intimidire vi sono, oltre a un forte ruggito, camminare su due gambe, scuotere rami, strappare e gettare via pezzi di piante (principalmente in direzione del presunto avversario) e colpire il suolo.

### Utilizzo di strumenti

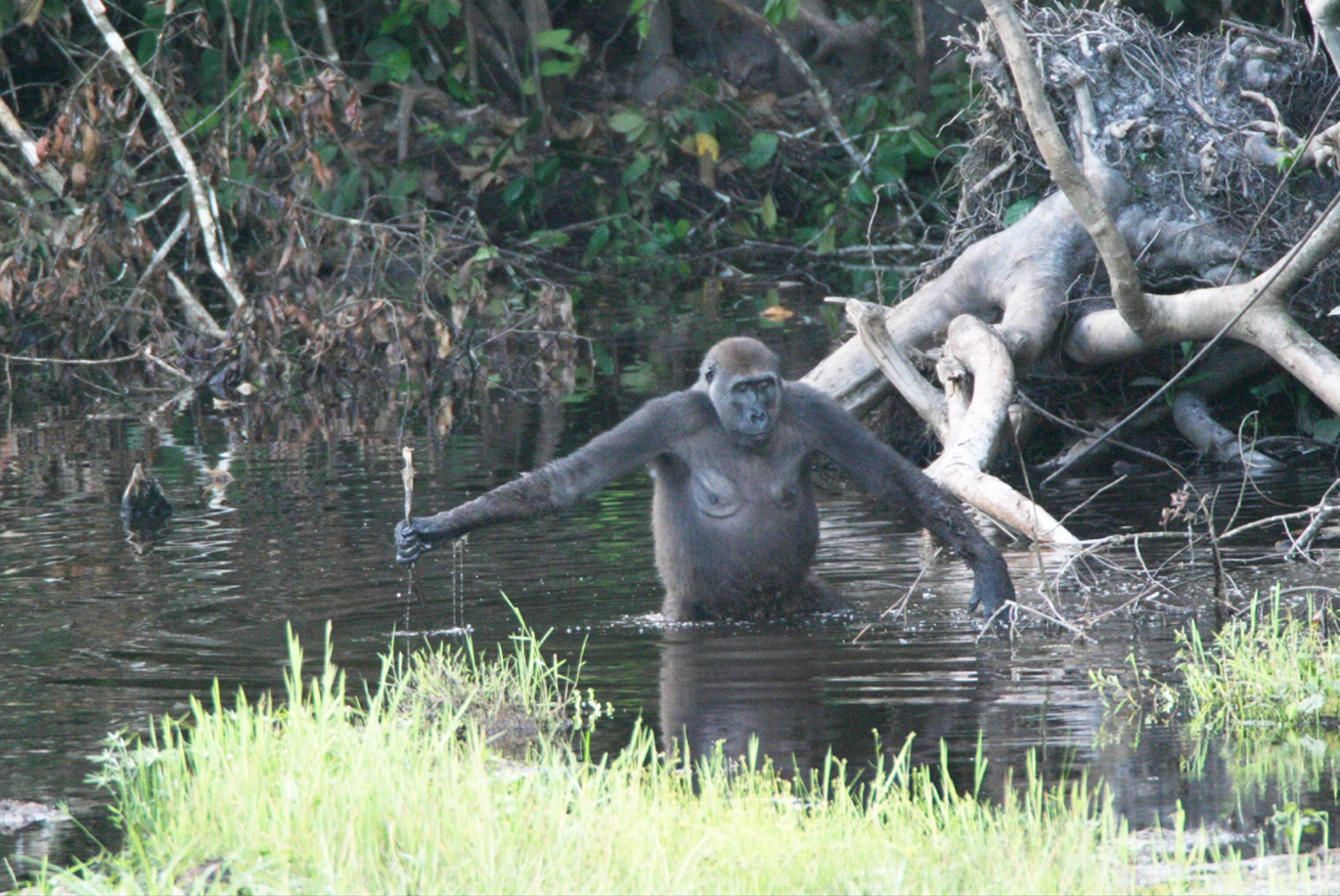
Questa femmina usa un bastone per controllare la profondità dell'acqua e per sostenersi.

Fino ai primi anni Duemila non si era a conoscenza dell'utilizzo di strumenti da parte dei gorilla in natura. Nel 2005, tuttavia, furono fotografati per la prima volta degli esemplari che usavano un bastone per sondare la profondità di uno specchio d'acqua prima di attraversarlo e posizionavano un pezzo di legno a mo' di ponte su un terreno paludoso per facilitarne l'attraversamento; non è comunque ancora noto l'uso di strumenti per l'acquisizione diretta del cibo. La loro grande potenza, grazie alla quale possono spezzare anche grossi rami, e la loro dieta, costituita principalmente da foglie e frutti, dovrebbero pertanto rendere superflui i metodi di procacciamento del cibo che prevedono l'impiego di utensili osservati presso altre scimmie antropomorfe.
Come gli scimpanzé, i gorilla usano foglie spinose che contengono tannini per liberarsi dai fastidiosi parassiti intestinali. Mangiano un gran numero di queste foglie intere, in modo da raschiare via i parassiti dalle pareti dell'intestino.

### Interazione con altre specie
I gorilla adulti non hanno predatori naturali, ma gli esemplari giovani di tanto in tanto cadono preda dei leopardi. Alcune zone del loro areale si sovrappongono a quello dello scimpanzé comune (simpatria). Stili di vita e schemi alimentari simili potrebbero portare a una certa competizione alimentare, ma esistono poche osservazioni al riguardo. La più grande minaccia per i gorilla, tuttavia, viene dagli esseri umani, che ne distruggono l'habitat e danno loro la caccia (vedi Minacce).

## Alimentazione
Tra tutte le scimmie antropomorfe, i gorilla sono quelli dall'alimentazione più spiccatamente vegetariana. La loro dieta è costituita soprattutto da foglie, ma a seconda della specie e della stagione mangiano anche frutta in quantità variabile. A causa delle loro dimensioni e del basso potere nutritivo della loro dieta, i gorilla devono trascorrere gran parte del loro periodo di attività mangiando.
I gorilla di montagna si nutrono principalmente di foglie e midollo; i frutti, invece, vengono consumati raramente. Le due popolazioni di gorilla di pianura, invece, integrano la loro dieta con frutta, che può costituire fino al 50% del loro regime alimentare, a seconda della stagione. Anche per questo motivo i gorilla di pianura si arrampicano più spesso sugli alberi, mentre i gorilla di montagna sono più terricoli.
I gorilla bevono raramente. Soddisfano il loro bisogno di liquidi semplicemente consumando grandi quantità di sostanze di origine vegetale - 25 chilogrammi al giorno in media nei maschi adulti.
Gli spostamenti quotidiani che i gorilla effettuano in cerca di cibo sono brevi rispetto a quelli di altri primati. Particolarmente brevi sono quelli dei gorilla di montagna, 0,4 chilometri in media, grazie soprattutto all'abbondanza di foglie dell'ambiente in cui vivono e al basso valore nutritivo di questo alimento, cui gli animali compensano con lunghi periodi di riposo. Invece gli spostamenti quotidiani dei gorilla di pianura, che hanno una dieta più varia, sono più lunghi, da 0,5 a 1,2 chilometri.

## Riproduzione e ciclo vitale

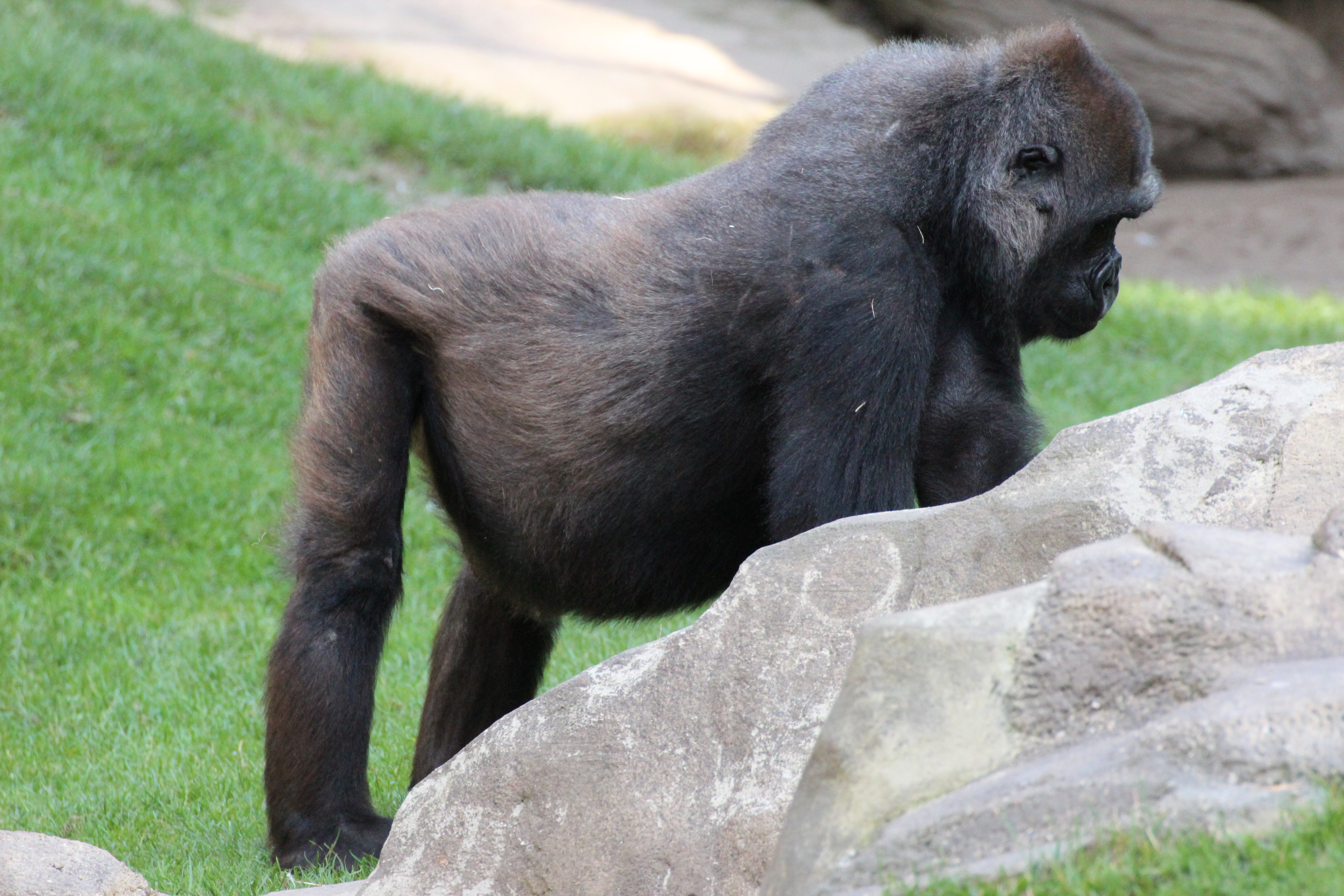
Femmina incinta allo zoo di Hannover (gorilla di pianura occidentale).

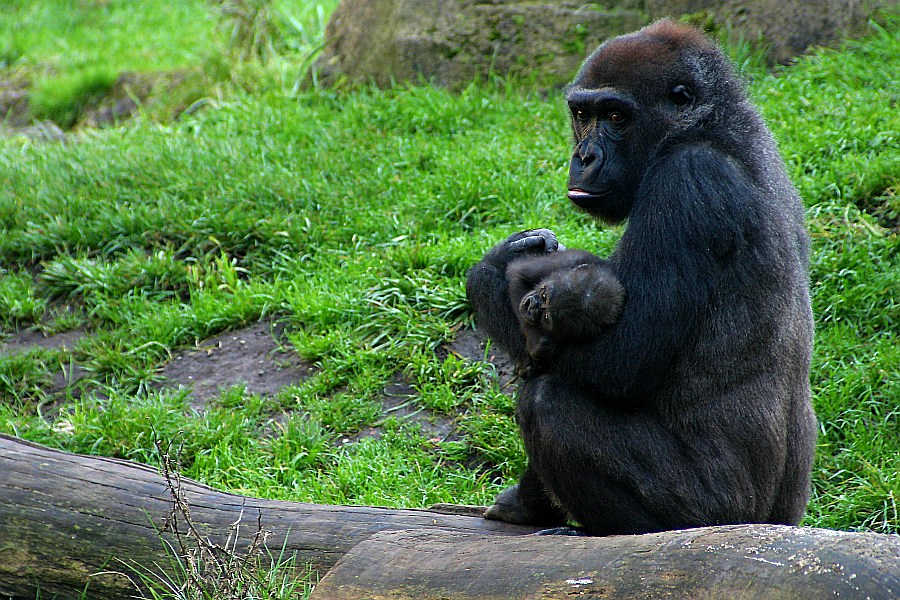
Femmina con il piccolo.

I gorilla sono animali poliginici: solo al maschio dominante è consentito accoppiarsi con le femmine del gruppo. Tuttavia, possono esservi anche delle eccezioni. L'accoppiamento non è soggetto a restrizioni stagionali, quindi può avvenire in ogni periodo dell'anno. Il ciclo estrale della femmina è di 27-28 giorni. Il periodo di gestazione è di circa 8½-9 mesi ed è quindi, insieme a quello dell'essere umano, il più lungo tra quelli di tutti i primati.
Di solito nasce un unico piccolo; i parti gemellari sono rari. I neonati pesano circa 2 chilogrammi; a partire dall'età di tre mesi sono in grado di gattonare e poi di cavalcare sulla schiena della madre, cosa che faranno per diversi anni. Vengono svezzati dopo tre o quattro anni. L'intervallo tra una nascita e l'altra varia pertanto da 3,5 a 4,5 anni, a meno che il piccolo non muoia prima. Le osservazioni hanno dimostrato che il tasso di mortalità dei giovani è del 42%, ed è particolarmente elevato nel primo anno di vita. Nel corso della sua vita, la femmina partorisce in media due o tre piccoli che riescono a raggiungere l'età adulta.
Le femmine raggiungono la maturità sessuale tra i sei e gli otto anni e i maschi dopo i dieci. A causa della struttura sociale, tuttavia, il primo accoppiamento avviene solitamente qualche anno dopo: nelle femmine tra i nove e i dieci anni e nei maschi dopo i 15.
L'aspettativa di vita dei gorilla è di 35-40 anni, ma in cattività possono vivere fino a 50 anni. Massa († 1984) dello zoo di Philadelphia, morto all'età di 54 anni, era il più vecchio esemplare conosciuto, poi superato da Jenny († 2008) dello zoo di Dallas, che raggiunse i 55 anni. L'esemplare più longevo conosciuto è Colo (22 dicembre 1956 - 17 gennaio 2017), una femmina dello zoo di Columbus che era stata anche la prima gorilla nata in cattività. Il 20 agosto 2018, allo zoo di Norimberga, è stato soppresso Fritz, che probabilmente aveva 55 anni; era nato nella giungla del Camerun nel 1963 e catturato in tenera età.

## Rapporti con l'essere umano

### Storia

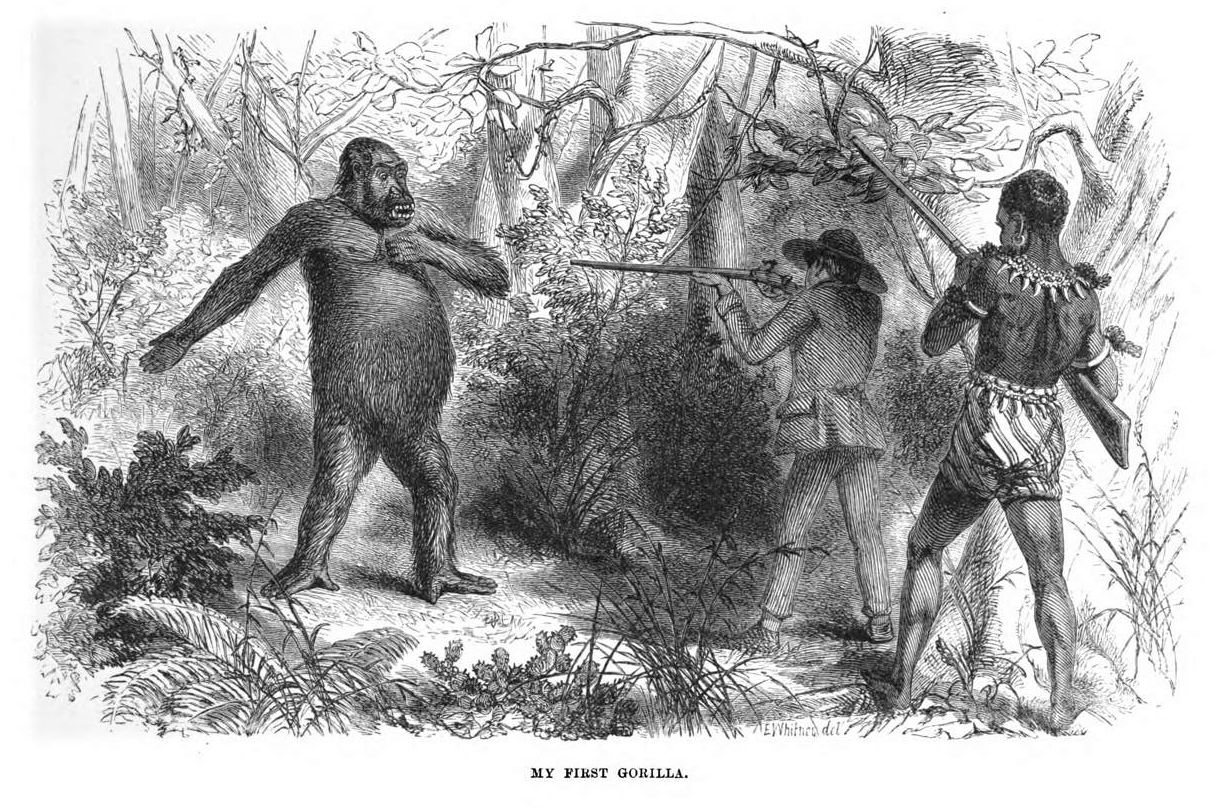
L'esploratore africano Paul Belloni Du Chaillu incontra un gorilla.

Di ritorno dall'Africa, il navigatore cartaginese Annone († 440 a.C.) riportò le pelli di tre «donne selvagge», che gli interpreti africani chiamavano Γοριλλαι (Gorillai). Tuttavia, non è chiaro esattamente dove Annone abbia ucciso queste creature, né se fossero davvero gorilla, scimpanzé o addirittura membri di una tribù di pigmei.
Tralasciando la testimonianza del navigatore inglese Andrew Battel del XVI secolo, il mondo occidentale venne a conoscenza di questi animali solamente nel XIX secolo. Vennero chiamati per la prima volta «gorilla», sulla base del racconto di Annone, dal missionario, medico e naturalista americano Thomas Staughton Savage (1804-1880), assistito nelle sue ricerche dal connazionale Jeffries Wyman (1814-1874), naturalista e anatomista. Savage, che aveva ricevuto alcuni esemplari di gorilla di pianura occidentale abbattuti in Gabon, descrisse queste grandi scimmie come una nuova specie assieme a Wyman nel 1847, attribuendole il nome Troglodytes gorilla (Troglodytes era il nome del genere cui veniva assegnato all'epoca lo scimpanzé). Isidore Geoffroy Saint-Hilaire istituì poi il genere Gorilla, valido ancora oggi, nel 1852.
Verso la fine del XIX secolo, le imprese e le pubblicazioni dell'esploratore Paul Belloni Du Chaillu (1835-1903) fecero conoscere al grande pubblico i gorilla negli Stati Uniti e anche in Europa. Il primo esemplare vivente giunto in Europa che poté essere studiato dettagliatamente dagli scienziati, chiamato M'Pungu, venne esposto all'Aquarium Unter der Linden di Berlino nel 1876-77. Tuttavia, per lungo tempo, uno dei gorilla più noti al pubblico fu «King Kong», la gigantesca creatura protagonista di numerosi film, adattamenti per la televisione e remake, comparso per la prima volta nell'omonimo film del 1933. Questo personaggio, così come molti altri gorilla che compaiono in libri, fumetti o film, ha poco in comune con i veri gorilla, non solo per quanto riguarda le dimensioni, ma soprattutto per quanto concerne il comportamento, poiché lo stile di vita e il comportamento sociale di questi animali rimasero sconosciuti per molto tempo.
Così come per molti mammiferi, l'attenzione degli studiosi era rivolta inizialmente alla morfologia dell'animale. Nel 1903 Paul Matschie ipotizzò che un esemplare ucciso sui vulcani Virunga potesse trattarsi di una specie separata (il gorilla di montagna). Oltre a questa lo zoologo descrisse altre specie; tuttavia, in seguito alle ricerche effettuate negli anni '30 da Ernst Schwarz e Harold Coolidge, si stabilì che esistesse una singola specie con diverse sottospecie, classificazione che fu ritenuta valida fino alla fine del XX secolo. Solo all'inizio del XXI secolo, sulla base di studi morfologici e molecolari, prevalse l'opinione che vi fossero due specie distinte di gorilla (vedi Sottospecie).
Lo studio del comportamento dei gorilla iniziò ad essere preso in considerazione solo dopo la seconda guerra mondiale. Il primo ricercatore a indagare approfonditamente le abitudini dei gorilla selvatici fu, a partire dal 1959, l'americano George Schaller (1933-). Nel 1967 Dian Fossey, sostenuta da Louis Leakey, iniziò le sue ricerche sui gorilla di montagna dei vulcani Virunga. La sua vita e il suo assassinio divennero noti al vasto pubblico grazie al film Gorilla nella nebbia. Per quanto riguarda il gorilla di pianura occidentale, i primi studi sul campo furono effettuati solamente negli anni '80; tra quelli maggiormente degni di nota, ricordiamo il lavoro svolto da Caroline Tutin e Michael Fernandez nel parco nazionale di Lopé in Gabon.
Come per altre scimmie antropomorfe, anche con i gorilla sono stati fatti studi per valutare le loro capacità comunicative e la loro intelligenza con test di laboratorio. Uno dei più noti di questi studi è stato il tentativo di insegnare alla femmina Koko la lingua dei segni americana.

### Minacce

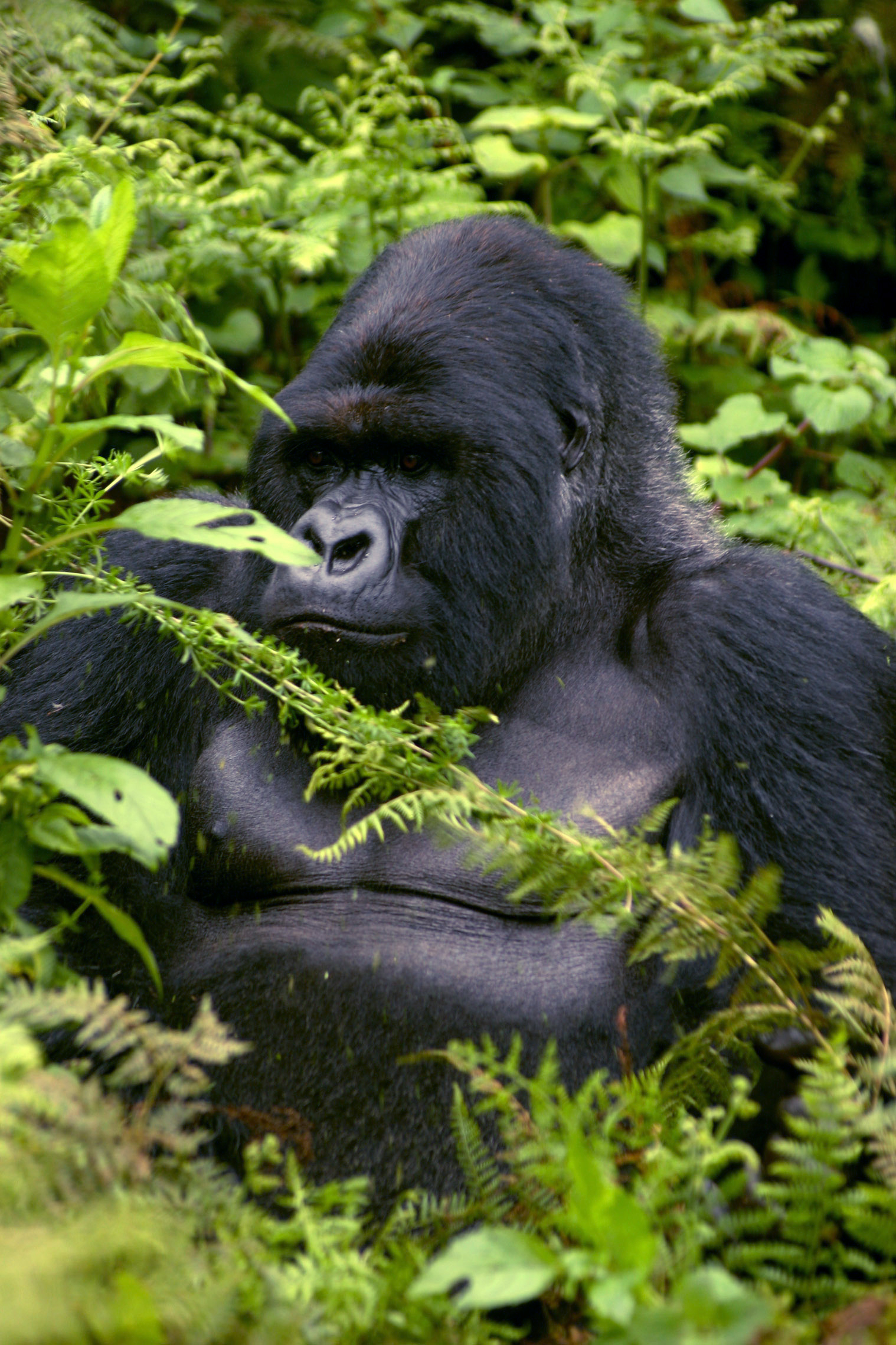
Il numero di gorilla di montagna viene stimato intorno ai 700 esemplari.

Le specie di gorilla sono entrambe minacciate, sebbene in misura diversa. La loro sopravvivenza è minacciata soprattutto dalla distruzione dell'habitat provocata dal disboscamento delle foreste in cui vivono. Inoltre, alcune zone del loro areale sono devastate dalla guerra civile e pertanto è difficile garantire a questi animali le misure di protezione necessarie ed è quasi impossibile sorvegliare in maniera efficiente le aree protette. Un altro fattore di minaccia è costituito dalla caccia per la loro carne (bushmeat), che viene tuttora praticata nonostante entrambe le specie siano protette. A peggiorare ancora la situazione contribuiscono anche le malattie, in particolare l'Ebola, che continuano ad abbattersi sulle popolazioni che erano già state colpite in passato. La popolazione complessiva di gorilla viene stimata in circa 365.000 esemplari, ripartiti in modo molto diverso tra le singole popolazioni.
- Il gorilla di pianura occidentale è di gran lunga la sottospecie più numerosa. Nel 2013 la sua popolazione è stata stimata in circa 360.000 individui. Oggi questo numero viene messo in dubbio, in quanto è possibile che sia diminuito notevolmente a causa del degrado dell'habitat, del bracconaggio e delle epidemie di virus Ebola[22]. Questa sottospecie di gorilla occidentale popola una vasta area ancora scarsamente popolata, dove sono stati istituiti anche diversi parchi nazionali. Inoltre, appartengono ad essa quasi tutti i gorilla presenti nei giardini zoologici, dove, dopo decenni di difficoltà, riescono ora a riprodursi regolarmente.

- Il gorilla del Cross River, la seconda sottospecie del gorilla occidentale, abita in una piccola area nella regione di confine tra Nigeria e Camerun. L'avanzata degli insediamenti umani ne ha suddiviso l'areale originario in una decina di piccole aree disgiunte e la sua popolazione complessiva viene stimata tra i 250 e i 300 esemplari. La IUCN classifica questa sottospecie «in pericolo critico» (Critically Endangered).

- Il gorilla di pianura orientale è originario della parte orientale della Repubblica Democratica del Congo; la popolazione più numerosa vive nel parco nazionale di Kahuzi-Biéga. La guerra civile che tormenta la regione e l'estrazione dei minerali di coltan sono le ragioni principali per cui non è possibile garantire adeguate misure di protezione nei suoi confronti. Nel 2000 la IUCN ne aveva stimato la popolazione totale tra gli 8000 e i 17.000 capi[23], ma nel 2009 il WWF ha ipotizzato che ne rimangano al massimo 5000[24]. Nel 2015 entrambe le organizzazioni ambientaliste ne hanno stimato la popolazione in 3800 individui[25][26].

- Il gorilla di montagna è presente con due popolazioni separate nel parco nazionale dei Virunga e nel parco nazionale di Bwindi. Grazie anche alla forte importanza mediatica della sottospecie, le misure di protezione hanno portato ad un leggero aumento delle popolazioni. Oggi ve ne sono circa 1000 esemplari, di cui circa 400 nel parco nazionale di Bwindi[26]. È l'unica sottospecie di gorilla non considerata «in pericolo critico», ma "solamente" «in pericolo».

I gorilla figurano nell'appendice I della Convenzione di Washington sulle specie minacciate di estinzione dal 1975. È pertanto vietato lo sfruttamento commerciale di questi animali o di parti del loro corpo. Nel 2008 è entrato in vigore l'Accordo per la conservazione dei gorilla e dei loro habitat, che finora è stato firmato da Repubblica Centrafricana, Repubblica del Congo, Nigeria, Repubblica Democratica del Congo, Ruanda e Gabon.
Per attirare maggiore attenzione sulle condizioni di queste scimmie antropomorfe, l'ONU ha dichiarato il 2009 Anno Internazionale del Gorilla.

## Caratteristiche evolutive

Cladogramma degli Ominidi; Pongo sono gli oranghi, Pan gli scimpanzé.

I gorilla, insieme agli oranghi, agli scimpanzé (scimpanzé comuni e bonobo) e all'essere umano, formano la famiglia degli Ominidi (Hominidae). Sebbene i gorilla presentino una serie di somiglianze morfologiche con gli scimpanzé, si tratta probabilmente di sinapomorfie (caratteristiche derivate da un antenato comune) proprie di tutti gli Ominidi africani che sono andate perse nell'essere umano. Gli studi genetici indicano infatti che gli scimpanzé sono più strettamente imparentati con gli esseri umani che con i gorilla, come è visibile nel cladogramma (vedi fig.).
La proposta formulata da alcuni ricercatori intorno all'anno 2000 di assegnare gorilla e scimpanzé al genere Homo sulla base della vicinanza genetica all'essere umano non è mai stata accettata nelle maggiori pubblicazioni tassonomiche internazionali redatte negli anni successivi.
Non è ancora stato chiarito quando la linea evolutiva cui appartengono i gorilla si sia separata da quella che avrebbe portato agli scimpanzé e all'essere umano: il presunto antenato del gorilla, Chororapithecus, è stato datato a circa 8 milioni di anni fa, ma in base alle analisi del DNA la separazione dovrebbe essere avvenuta 6,5 milioni di anni fa. La separazione tra gorilla occidentale e gorilla orientale ebbe luogo tra 1,6 e 0,9 milioni di anni fa, quella tra gorilla di pianura e gorilla del Cross River circa 17.800 anni fa.
Il sequenziamento del genoma del gorilla e il confronto con quello di esseri umani e scimpanzé hanno dimostrato che in una coppia di basi gli esseri umani sono più simili al gorilla rispetto agli scimpanzé per il 15% e gli scimpanzé sono più simili ai gorilla che agli esseri umani per il 30%. In media, però, il risultato è chiaro: la divergenza media (mean nucleotid divergences) è dell'1,75% tra gorilla ed essere umano e dell'1,37% tra essere umano e scimpanzé. Di conseguenza, gli esseri umani sono più strettamente imparentati con lo scimpanzé che con il gorilla.
Nel 2017 sono stati esaminati più in dettaglio i frammenti di DNA mitocondriale (mtDNA) incorporati nel genoma nucleare sotto forma di sequenze non codificanti, denominati pseudogeni mitocondriali nucleari (NUMT) o «mtDNA fossile», privi di funzione sia nell'essere umano che negli scimpanzé e nei gorilla. Il confronto delle sequenze di NUMT condivise da esseri umani, scimpanzé e gorilla con il loro mtDNA ha mostrato due cose: gli pseudogeni NUMT si crearono nel periodo in cui le linee evolutive del gorilla e dell'essere umano/scimpanzé si separarono, e sono chiaramente diversi da tutti e tre gli mtDNA, il che corrisponde a un'evoluzione avvenuta nel corso di circa 4,5 milioni di anni. Per spiegare questa scoperta gli studiosi hanno ipotizzato due possibili scenari: l'esistenza di una quarta specie di ominide, oggi estinta, o la ripetuta ibridazione tra specie che si erano già separate tra loro da diversi milioni di anni.
Una possibile ibridazione tra la linea evolutiva del gorilla e quella dell'essere umano/scimpanzé con successiva introgressione in quest'ultima (superiore al 30%) è stata addirittura considerata la causa della separazione tra esseri umani e scimpanzé e della presenza di tratti fisici simili a quelli del gorilla in alcune forme della linea evolutiva umana.